# Blériot-SPAD S.710
Le Blériot-SPAD S.710 était un chasseur expérimental français de l'entre-deux-guerres. Dernier d'une longue lignée de biplans dessinés pour Blériot-SPAD par André Herbemont, il fut victime d'un accident fatal quelques jours après le début de ses essais en vol.

## Un biplan pour rivaliser avec des monoplans
Le 13 juillet 1934 le ministère de l'Air lança un programme de chasseurs monoplaces (C1). Modifié à plusieurs reprises, ce programme fut figé le 16 novembre 1935, donnant naissance à deux catégories d’appareils, des chasseurs légers de 400 à 500 ch et des chasseurs lourds de 800 à 1 000 ch. Onze projets furent présentés dans cette dernière catégorie, six faisant l’objet de commandes de prototypes. Curieusement, face à cinq monoplans à aile basse cantilever (Morane-Saulnier MS.405, Bloch MB.150, Dewoitine D.513, Loire-Nieuport LN 161 et Loire 250), André Herbemont alignait à nouveau un biplan. 

## Description
L’appareil constituait une évolution du Blériot-SPAD S.510, lui-même dérivé de la série des S.91 (en). Égaux en envergure, les plans avaient une structure métallique entoilée. L’aile supérieure affectait une légère flèche et disposait de volets d’intrados, tandis que le plan inférieur, droit, supportait des ailerons fractionnés. De construction monocoque, le fuselage était entièrement métallique et le poste de pilotage disposait d’une verrière coulissante. Le S.710 reposait sur un train classique escamotable latéralement vers l’intérieur, les roues venant se plaquer dans des puits ouverts situés à l’emplanture de l’aile. Mais cet avion se distinguait tout particulièrement par un empennage papillon. Ce type d’empennage avait été expérimenté sur un S.92.2 (en) et semblait prometteur.

## Victime de flottement
Le prototype fut mis en chantier en octobre 1935 et fut rapidement achevé. Il effectua ses premiers essais en avril 1937. Le 8 juin la vitesse de 300 km/h en palier fut dépassée. Le 15 juin 1937 Louis Massotte constata un flottement des gouvernes d’empennage alors qu’il se trouvait à 200 m d’altitude et tenta un atterrissage d’urgence. Hors contrôle, le prototype percuta le sol, tuant le pilote. Le phénomène de flottement était alors mal connu mais cet accident mit fin au développement cet avion, le dernier biplan développé par André Herbemont pour SPAD.